# Sitzbein
Das Sitzbein (lateinisch Os ischii oder kurz Ischium. latinisierte Form zu altgriechisch ἰσχίον ischíon „Hüftgelenk, Hüfte“), umgangssprachlich auch Sitzknochen, ist ein paariger platter Knochen und einer der Bestandteile des knöchernen Beckens.

## Mensch

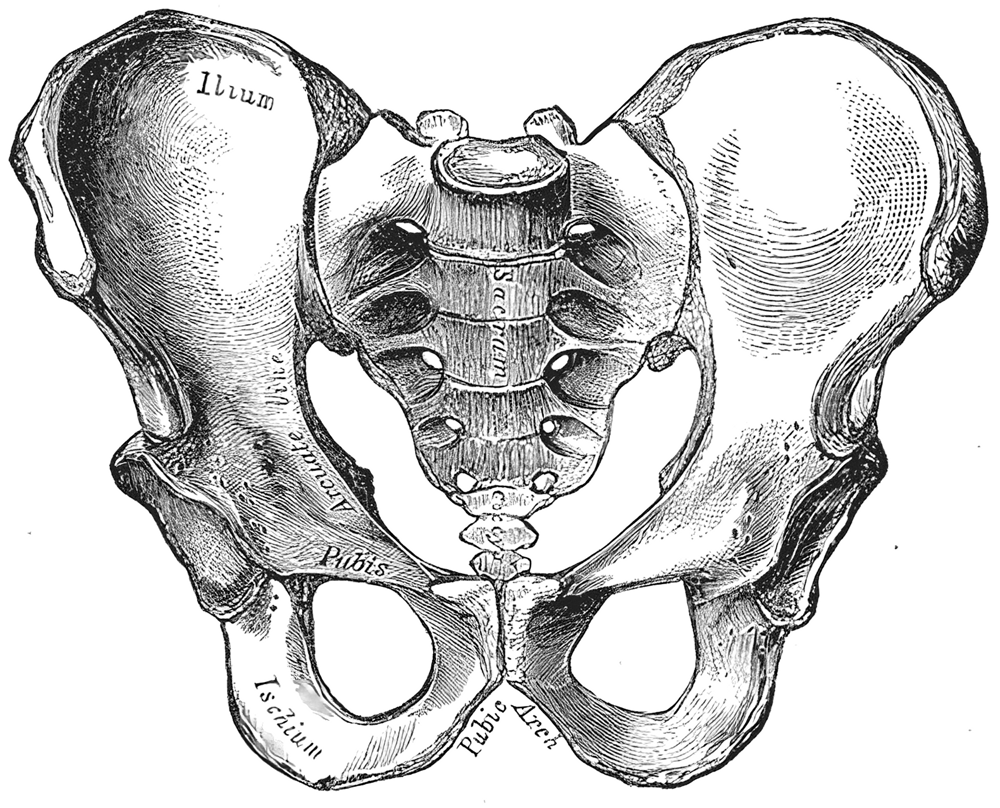
Menschliches Becken von vorn. Das Sitzbein (Os ischii) ist beiderseits der untere Teil.

Das Sitzbein bildet die untere bogenförmige Begrenzung des verstopften Hüftlochs (Foramen obturatum). Unten ist es zum Sitzbeinhöcker (Tuber ischiadicum) verdickt. Dieser dient als Muskelursprung und als Sitzpunkt, wobei er von einem Fettpolster überlagert ist.
Oberhalb des Sitzbeinhöckers befindet sich der Sitzbeindorn (Spina ischiadica), der zwei Ausschnitte in der Beckenlinie teilt: Incisura ischiadica major, die große Sitzbeineinziehung, und Incisura ischiadica minor, die kleine Sitzbeineinziehung (beide Einziehungen sind nur von der Seite zu sehen und deshalb hier nicht abgebildet).

## Übrige Säugetiere
Bei den meisten Säugetieren beteiligen sich beide Sitzbeine auch an der Bildung der Beckensymphyse, also der faserknorpligen Verbindung beider Beckenhälften. Dieser Abschnitt wird auch als Symphysis ischiadica bezeichnet. Symphysis ischiadica und Symphysis pubica (Schambeinfuge) bilden hier zusammen die Symphysis pelvina. Der seitlich (lateral) des Foramen obturatum gelegene liegende Anteil wird als Sitzbeinkörper (Corpus ossis ischii) bezeichnet. Er bildet den hinteren Abschnitt der Hüftgelenkspfanne (Acetabulum). Der medial des Foramen obturatum gelegene Teil wird als Sitzbeinast (Ramus ossis ischii) bezeichnet. Körper und Ast vereinigen sich nach hinten (kaudal) zur Sitzbeinplatte (Tabula ossis ischii). Deren hinterer seitlicher Höcker ist der Sitzbeinhöcker (Tuber ischiadicum), von dem verschiedene Hinterbackenmuskeln (Biceps femoris, Semitendinosus, Semimembranosus) entspringen.
Von hinten gesehen bilden beide Sitzbeine einen konkaven Bogen, den Sitzbeinausschnitt (Arcus ischiadicus). Am Sitzbeinausschnitt ist bei männlichen Säugetieren der Penis befestigt und hier entspringen auch die Penismuskeln.
Die Spina ischiadica zeigt bei den vierfüßigen Tieren nach oben und hat eher die Gestalt einer Leiste. Sie gehört bei den Quadrupeden noch zum Darmbein, wird aber dennoch als Spina ischiadica (Pfannenkamm) bezeichnet. Der Pfannenkamm teilt ebenfalls Incisura ischiadica major und minor voneinander ab, nur letztere ist noch Bestandteil des Sitzbeins.